# Perisama patara
Perisama patara är en fjärilsart som beskrevs av William Chapman Hewitson 1854. Perisama patara ingår i släktet Perisama och familjen praktfjärilar. Inga underarter finns listade i Catalogue of Life.

## Bildgalleri

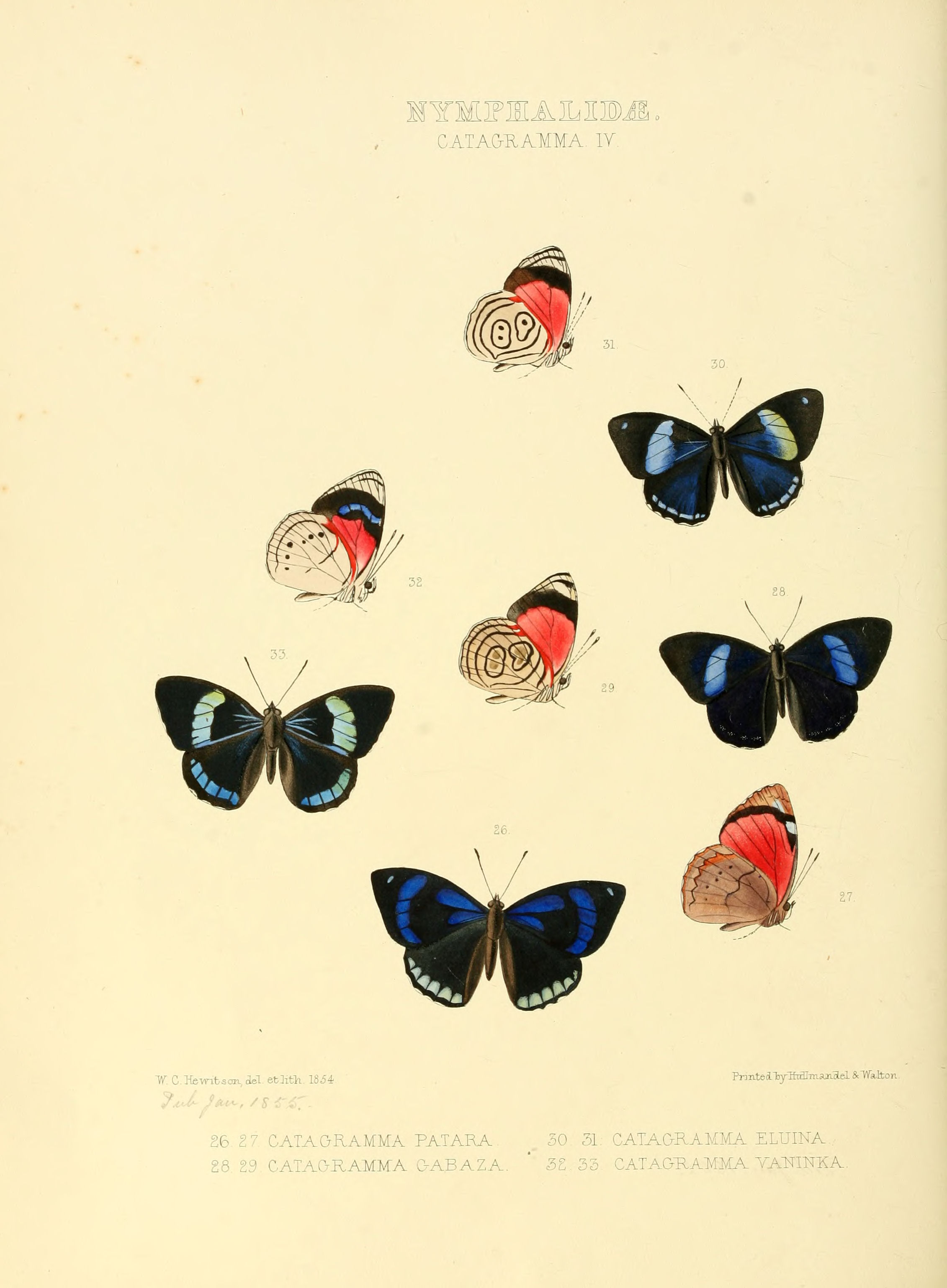